# 盧特堡戰役 (1758年)
盧特堡戰役發生於1758年10月10日，是七年戰爭期間的一場戰役，由蘇比茲親王指揮的42,000名的法軍和由克里斯托夫·路德維希·馮·歐伯格將軍指揮的英德軍隊交戰。
兩支軍隊在下薩克森州的盧特堡鎮附近發生了衝突。14,000名主要是普魯士盟軍的部隊，被法國騎兵的幾次沖鋒所壓倒，被迫撤退。儘管取得了決定性的勝利，但蘇比斯在追擊撤退的敵人時行動遲緩。
蘇比斯為這次勝利贏得了元帥的指揮棒。弗朗西斯·德·舍韋爾因在戰鬥中的貢獻而被授予了皇家榮譽軍團勳章。

## 註腳
1. ↑  Duffy p.116-17
2. ↑  Jacques p.610